# EUginius
 (septembre 2022).
EUginius est une base de données des organismes génétiquement modifiés (OGM) accessible sur Internet (www.EUginius.eu). Le nom EUginius est un acronyme qui signifie EUropean GMO Initiative for a Unified Database System.

## Développement et mise en service
La base de données EUginius a été créée à l'initiative de l'Office fédéral allemand de la protection des consommateurs et de la sécurité alimentaire (BVL) et de l'institut néerlandais Wageningen Food Safety Research (WFSR, anciennement RIKILT). S'appuyant sur des travaux préparatoires parallèles menés par les deux partenaires de coopération, EUginius est développé et maintenu conjointement depuis 2010 et est en ligne depuis octobre 2014. Les informations y sont rédigées en anglais.

## Objectif
EUginius a pour objectif d'aider les autorités compétentes ainsi que les utilisateurs privés intéressés à trouver des informations exactes sur la présence, la détection et l'identification des OGM. Elle fournit des données sur les OGM, leur caractérisation moléculaire, leurs caractéristiques, les méthodes de détection, les matériaux de référence et le statut d'autorisation (actuellement limité à l'UE). EUginius est financé par des fonds publics et propose donc ses informations sur les OGM en libre accès. Les informations sur les disséminations et leur localisation géographique ne sont pas disponibles dans la base de données EUginius.

## Types d'organismes présents dans EUginius

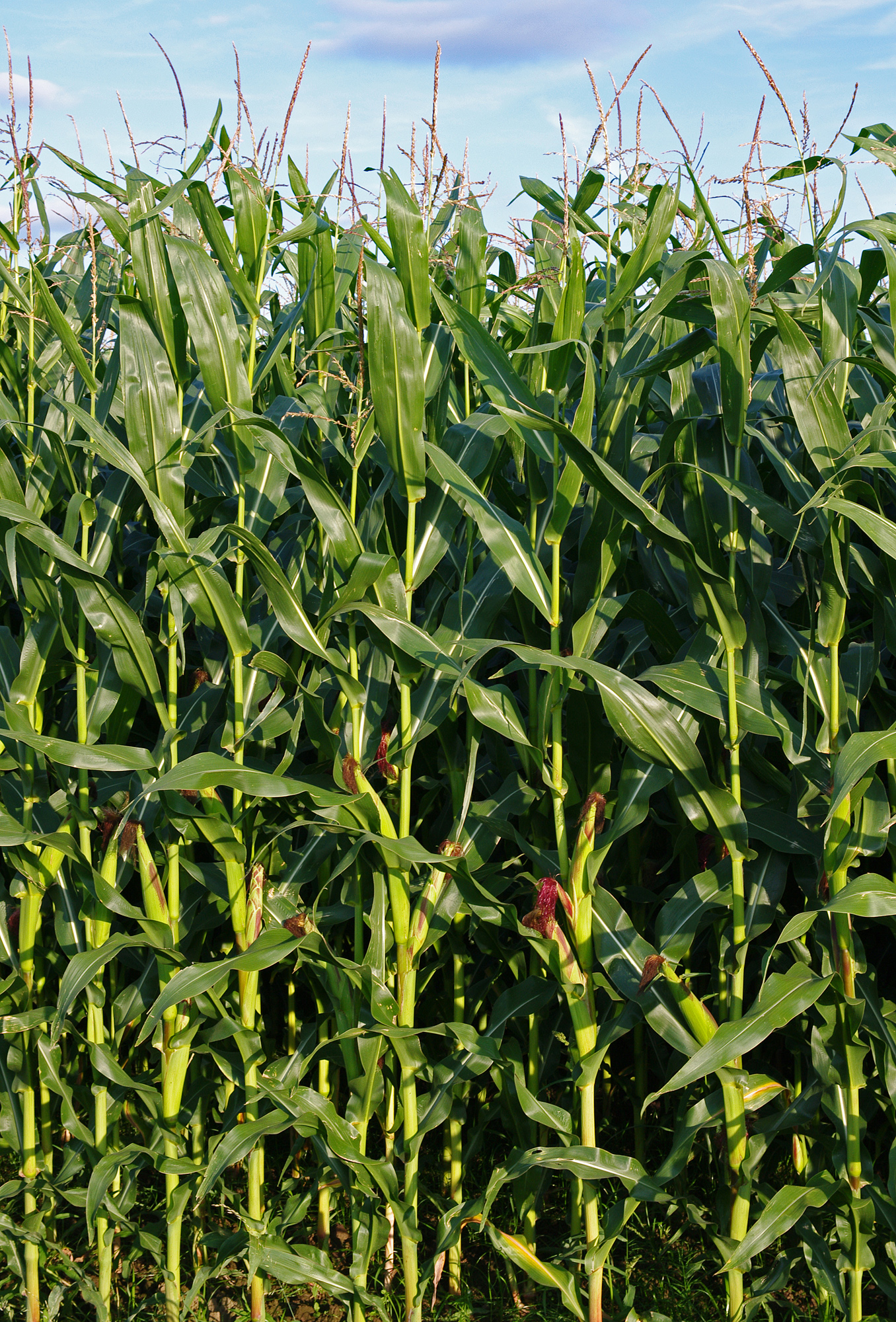
Champ de maïs (Zea mays subsp. mays).

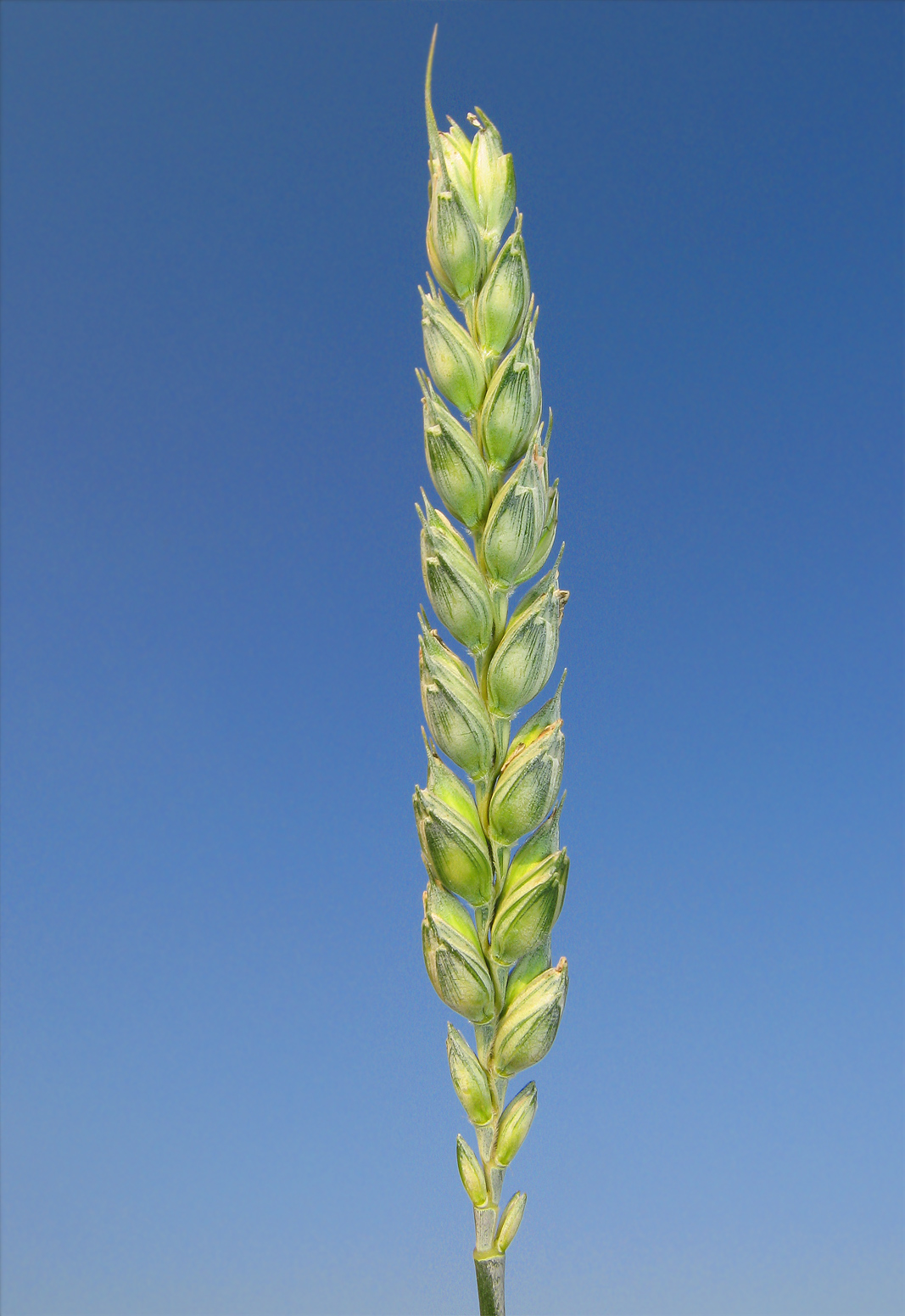
Epi de blé.

La majorité des OGM présents dans EUginius sont des plantes utilisées dans l'alimentation humaine et animale et relèvent donc du domaine de la biotechnologie verte, par exemple, les maïs Bt, résistant aux parasites ou le riz doré qui présente une synthèse améliorée du β-carotène. On y trouve également des animaux génétiquement modifiés. EUginius contient par exemple des informations concernant un saumon génétiquement modifié à croissance rapide (AquAdvantage) ainsi que des informations sur des insectes génétiquement modifiés développés pour lutter contre les vecteurs d'agents pathogènes, par exemple, Aedes aegypti OX5034 un moustique utilisé pour la réduction de la population de moustiques de l’espèce Aedes, responsables de la transmission du virus de la fièvre jaune. En outre, des informations sont fournies pour la détection de certains microorganismes génétiquement modifiés utilisés dans la production d'additifs pour l’alimentation humaine ou animale (biotechnologie blanche).
Enfin, la cour de justice européenne ayant acté le fait que les nouvelles techniques de sélection (ou “NBT” pour New Breeding Techniques) relèvent de la législation OGM de 2001, EUginius fournit des informations sur les organismes NBT commercialisés comme par exemple le soja à haute teneur en acide oléique, le fugu (poisson-globe) à croissance accélérée ou le bétail tolérant à la chaleur. En outre, EUginius contient certains organismes génétiquement modifiés présentant des caractéristiques pertinentes pour le marché.de l’agro-alimentaire.

## Données dans EUginius
EUginius comprend, en juillet 2022 :
- 901 organismes génétiquement modifiés (informations détaillées sur chacun des OGM) ;
- 270 méthodes PCR (méthodes de détection et d’identification des OGM) ;
- 451 matériaux de référence (matériaux certifiés et non-certifiés).

## Niveaux d'accès des utilisateurs
- Public : l'accès au domaine public de la base de données EUginius.eu ne nécessite pas d'inscription particulière.
- Utilisateurs autorisés : l'accès autorisé à EUginius nécessite un compte d'utilisateur doté des autorisations appropriées. Il existe trois niveaux d'accès autorisés : 
  - Lecture seule - avec accès au domaine public ainsi qu’aux informations confidentielles supplémentaires, et aux modules actuellement en cours de développement, à savoir le module BLAST (Basic Local Alignment Search Tool) et le module dédié à littérature sur la sécurité alimentaire.
  - Expert - accès à tous les niveaux couverts par le niveau Lecture seule, ainsi qu'au module de saisie des données.
  - Administrateur - accès à tous les modules, et droits d’administrateur.

## Entrée de nouveaux OGM dans la base de données
De nouvelles entrées dans la base de données peuvent être proposées en utilisant le lien "suggest new GMO" sur le site web d'EUginius. Suit une procédure structurée en plusieurs étapes au cours de laquelle la pertinence et l'exactitude de la proposition sont vérifiées et, le cas échéant, approuvées par les partenaires de coopération.

## Emplacement des serveurs et service
Les serveurs de la base de données et du site web se trouvent en Allemagne et sont mis en miroir sur des serveurs situés aux Pays-Bas. Les corrections et transformations sont décidées conjointement par les partenaires de coopération.

## Partenariats
Depuis 2018, des partenariats ont également été conclus avec l'institut pour la sélection végétale et l'acclimatation (Instytut Hodowli i Aklimatyzacji Roślin - IHAR, siège en Pologne), l'agence autrichienne pour la santé et la sécurité alimentaire (AGES, siège à Vienne, Autriche) et l'institut zooprophylactique expérimental du Latium et de la Toscane (Instituto Zooprofilattico Sperimentale - IZS, siège à Rome, Italie). En outre, le thésaurus des éléments génétiques GMO-GET (GMO Genetic Element Thesaurus) utilisé par EUginius a été développé en collaboration avec le Centre d'échange pour la prévention des risques biotechnologiques (BCH, siège à Montréal, Canada).

## Perspectives
EUginius est mis à jour et développé de manière continue afin de proposer aux laboratoires de contrôle utilisant la base de données un soutien adapté à leur besoin. L'adaptation des contenus et leur mise à disposition (p. ex. l’intégration des organismes développés par les nouvelles techniques de sélection dans la base de données, les informations sur le séquençage) se fait de façon continue. Une amélioration du module dédié aux autorisations de mise sur le marché est en cours de développement. Enfin, une optimisation du design afin d'améliorer la facilité d’utilisation et de rendre la navigation plus intuitive est prévue (2023 - 2024).